# Alicia Simmons
Alicia Simmons (även känd som Alicia Pain), född den 8 november 1984, jobbar som frilansande basist och har hoppat in och tillfälligt spelat i det amerikanska bandet From First To Last. Hon gifte sig med Mikey Way, basist i bandet My Chemical Romance backstage på en av Ways grupps konserter i Las Vegas den 7 mars 2007.